# Luís Castro (football, 1961)
Pour les articles homonymes, voir Luis Castro.
Luís Castro, de son nom Luís Manuel Ribeiro de Castro, est un footballeur portugais, reconverti entraîneur, né le 3 septembre 1961 à Mondrões.

## Biographie
Après une carrière de joueur au Portugal, il devient entraîneur de nombreux clubs portugais comme le FC Porto, le Rio Ave ou encore le Vitória Guimarães,.
Il est nommé entraîneur du club ukrainien du Chakhtar Donetsk en juin 2019.
Il rejoint le club saoudien d'Al Nassr en 2023. Castro a été renvoyé le 17 septembre 2024, après une série de performances décevantes.

## Palmarès d'entraîneur
FC Porto B
- Championnat du Portugal D2 (1)
  - Champion en 2016

 Chakhtar Donetsk
- Championnat d'Ukraine (1)
  - Champion en 2020
  - Vice-champion en 2021

- Supercoupe d'Ukraine
  - Finaliste en 2020

 Al-Duhail SC
- Coupe du Qatar (1)
  - Vainqueur : 2022

 Botafogo
- Coupe Rio (1)
  - Vainqueur en 2023 (en)

 Al-Nassr FC
- Coupe arabe des clubs champions (1)
  - Vainqueur  en 2023